# Placówka Straży Granicznej w Bobrownikach
Placówka Straży Granicznej w Bobrownikach – graniczna jednostka organizacyjna Straży Granicznej realizująca zadania w ochronie granicy państwowej z Republiką Białorusi.

## Formowanie i zmiany organizacyjne
Placówka Straży Granicznej w Bobrownikach (PSG w Bobrownikach) z siedzibą na przejściu granicznym Bobrowniki-Bierestowica w miejscowości Bobrowniki, powstała 24 sierpnia 2005 roku w strukturach Podlaskiego Oddziału Straży Granicznej z przemianowania Granicznej Placówki Kontrolnej Straży Granicznej w Bobrownikach.
W swojej strukturze Placówka SG w Bobrownikach posiada Grupę Zamiejscową z siedzibą w Białymstoku.

## Ochrona granicy
Placówka Straży Granicznej w Bobrownikach ochrania odcinek granicy państwowej z Republiką Białorusi o długości 23,110 km i przebiega rzeką Świsłocz. Od 2014 roku do ochrony powierzonego odcinka wykorzystuje wieżę obserwacyjną z lokalnym ośrodkiem nadzoru w placówce SG w Bobrownikach, której zadaniem jest monitorowanie granicy państwowej.

## Terytorialny zasięg działania
Stan z 2 grudnia 2016
Obszar działania Placówki Straży Granicznej w Bobrownikach obejmował:
- Od znaku granicznego nr 485 do znaku granicznego nr 457.
- W strefie nadgranicznej linia rozgraniczenia z:

1. Placówką Straży Granicznej w Krynkach: włączony znak graniczny nr 485, dalej granicą gmin Krynki i Szudziałowo oraz Gródek.
2. Placówką Straży Granicznej w Michałowie: wyłączony znak graniczny nr 457, dalej granicą gmin Gródek oraz Michałowo.

- Poza strefą nadgraniczną obejmował Białystok, powiaty: moniecki, wysokomazowiecki, zambrowski, z powiatu białostockiego gminy: Choroszcz, Dobrzyniewo Duże, Juchnowiec Kościelny, Łapy, Poświętne, Supraśl, Suraż, Turośń Kościelna, Tykocin, Wasilków, Zawady.

Stan z 1 sierpnia 2011
Obszar działania Placówki Straży Granicznej w Bobrownikach obejmował:
- Od znaku granicznego nr 1604, do znaku granicznego nr 1576.
- W strefie nadgranicznej linia rozgraniczenia z:

1. Placówką Straży Granicznej w Krynkach: włącznie znak graniczny nr 1604, dalej granicą gmin Krynki i Szudziałowo oraz Gródek.
2. Placówką Straży Granicznej w Michałowie: wyłącznie znak graniczny nr 1576, dalej granicą gmin Gródek oraz Michałowo.

- Poza strefą nadgraniczną obejmował z powiatu białostockiego gminę Supraśl.

### Przejścia graniczne
- Bobrowniki-Bierestowica – drogowe
- Zubki Białostockie-Bierestowica – kolejowe[d].

## Wydarzenia
- 2016 – 24 sierpnia funkcjonariusz placówki SG w Bobrownikach został uhonorowany przez ministra Spraw Wewnętrznych i Administracji plut. SG Paweł Bućko i sierż. SG Rafał Bućko z Placówki SG w Krynkach, którzy w czasie wolnym od służby, byli świadkami wypadku, w którym doszło do czołowego zderzenia dwóch samochodów osobowych oraz dachowania trzeciego auta. Poszkodowanych zostało łącznie 12 osób, w tym troje dzieci. Funkcjonariusze natychmiast przystąpili do działań ratowniczych. Ewakuowali z pojazdów osoby poszkodowane i w stosunku do jednej z nich prowadzili resuscytację krążeniowo-oddechową. Tak zabezpieczonych przekazali służbom medycznym[5].

### Placówki sąsiednie
- Placówka SG w Krynkach ⇔ Placówka SG w Michałowie – 02.12.2016 roku.

## Komendanci placówki
- mjr SG/ppłk SG Anatol Timofiejuk (był 19.05.2006)[6]
- mjr SG Andrzej Konończuk p.o. (był 25.03.2014)[7]
- ppłk SG Zbigniew Awdziej (2014[8]–2016[9])
- mjr SG/płk SG Grzegorz Krawiel (był 27.04.2018[10]–obecnie[1]).